# 게이트 어레이

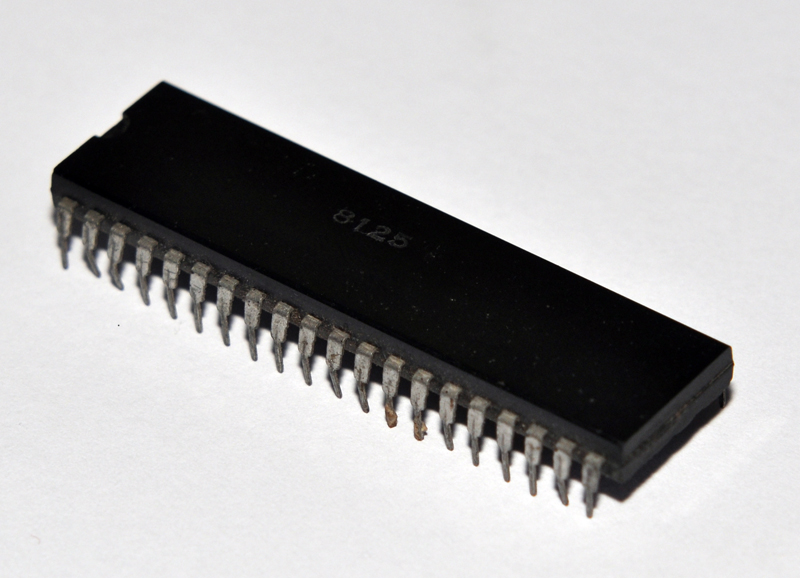
싱클레어 ZX81 ULA

게이트 어레이(gate array)는 여러 개의 게이트를 연결하여 특수기능을 수행하도록 만든 집적회로를 말한다. 공장에 금속 인터커넥트 레이어를 추가함으로써 커스텀 주문에 의거하여 나중에 논리 장치(예: NAND 게이트, 플립플롭 등)에 상호 연결할 부품과 더불어 미리 제조된 칩을 사용하여 주문형 반도체(ASICs)의 설계 및 제조에 접근한다.
유사 기술이 아날로그, 아날로그-디지털, 구조화된 배열에 대한 설계, 제조에 적용되고 있으나 일반적으로 이들은 게이트 어레이로 부르지 않는다.
게이트 어레이는 ULA(Uncommitted Logic Arrays)와 세미 커스텀 칩으로 알려져 있다.